# Christelijk Gymnasium Utrecht

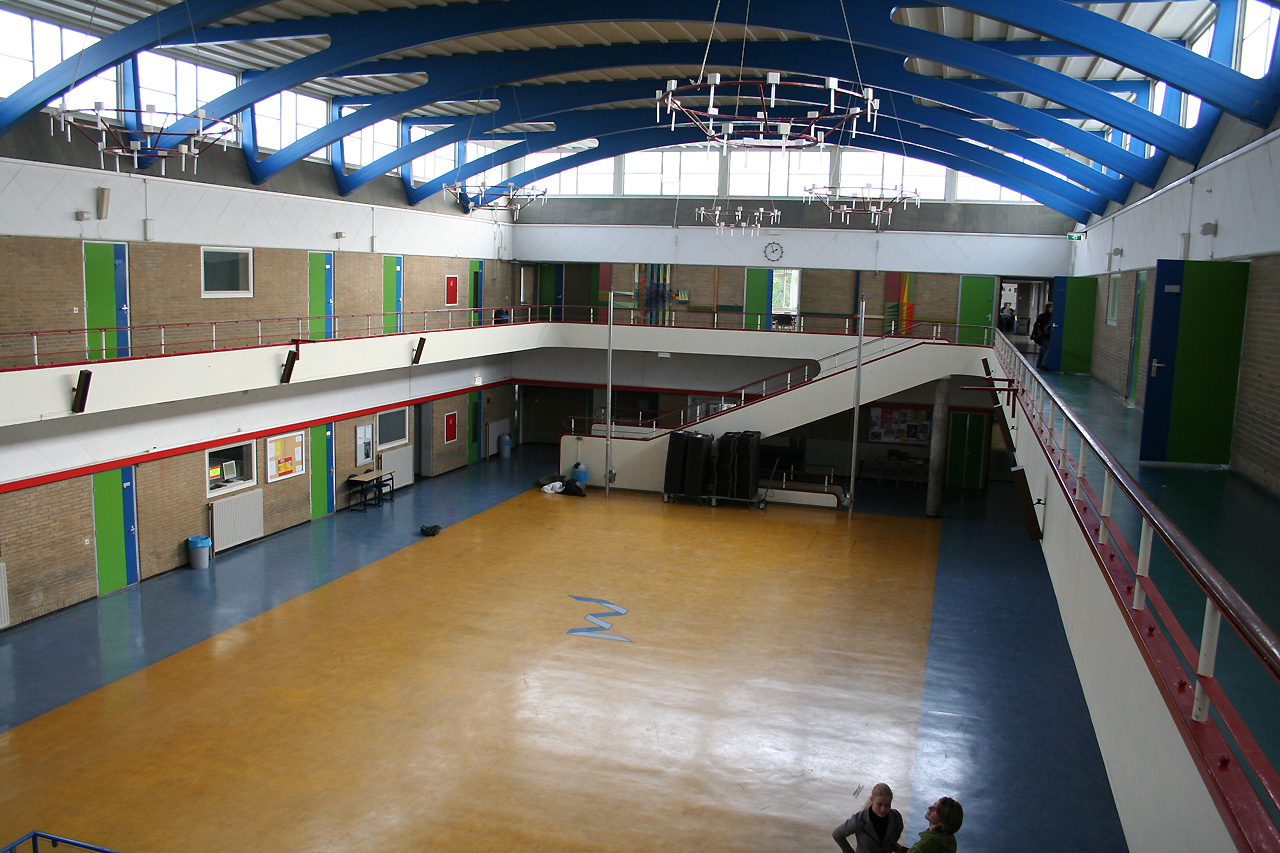
Koningsbergerstraat voor de verbouwing

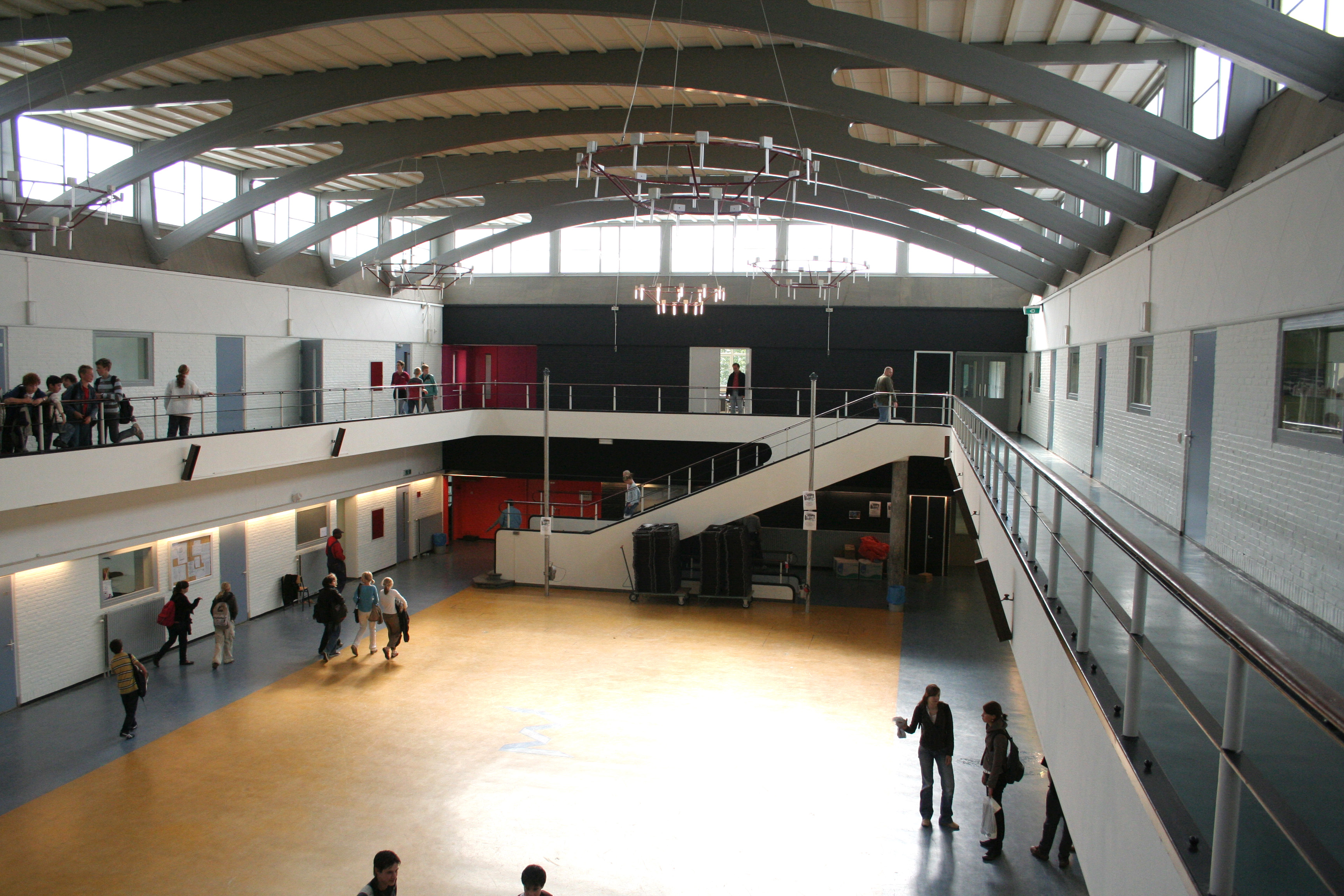
Koningsbergerstraat na de verbouwing. Het gebouw is in een grijs/witte kleurstelling gestoken, met op enkele muren contrasterende roze vlakken.

Koningsbergerstraat na de verbouwing

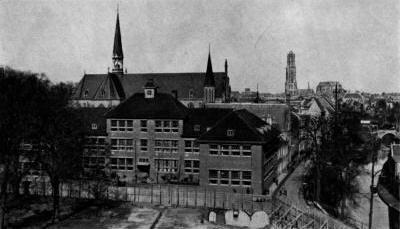
Oude afbeelding van de "Diac"

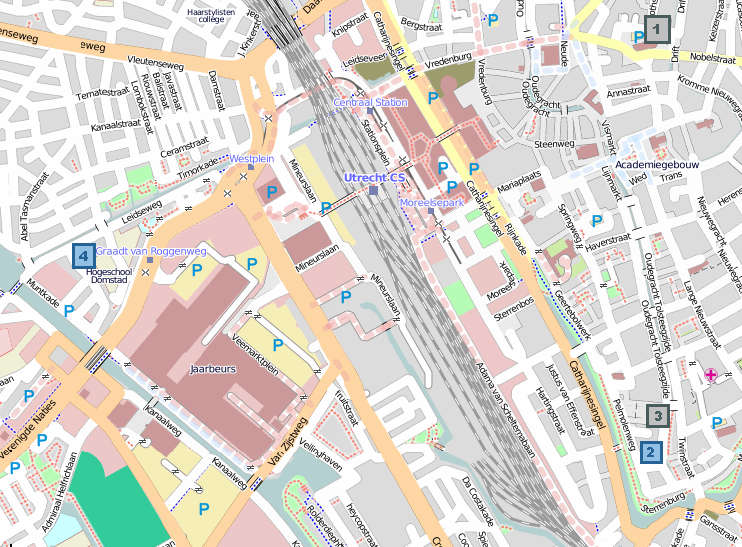
Locaties van de panden van het CGU door de jaren heen. Zie de afbeeldingspagina voor meer informatie.

Het Christelijk Gymnasium Utrecht is een categoraal gymnasium voor voortgezet onderwijs in de stad Utrecht. De school heeft sinds het schooljaar 2010-2011 nog slechts één locatie. Voorheen opereerden de twee locaties, één in Utrecht-centrum en één in Utrecht-West vrijwel onafhankelijk van elkaar. Na recente verbouwingen aan de Koningsbergerstraat (locatie West) worden alle circa 970 leerlingen gehuisvest op de Koni.
De locatie West of Koni bevindt zich aan de Koningsbergerstraat, ten zuiden van de wijk Lombok en tussen station Utrecht Centraal en de Koninklijke Nederlandse Munt. Deze vestiging maakt gebruik van het schoolpand van het voormalige De Bruijne Lyceum. Overigens heette de school aan de Koningsbergerstraat voor 1969 Christelijk Lyceum met afdelingen gymnasium, HBS en MMS.
De voormalige locatie Diac bevindt zich aan de Diaconessenstraat in het Museumkwartier.
Het CGU telde in het schooljaar 2011-2012 69 leraren, 5 directieleden en 17 mensen onderwijsondersteunend personeel. Het CGU is onderdeel van de Willibrord Stichting, die christelijke scholen voor voortgezet onderwijs in Utrecht en omstreken onder haar hoede heeft. Ook is het sinds 2014 een UNESCO-school.

## Geschiedenis en christelijke identiteit
In 1897 wordt het Christelijk Gymnasium opgericht met een pand op het Janskerkhof. In de jaren 30 verhuist de school naar een nieuw gebouw aan de Diaconessenstraat. Anders dan de naam wellicht doet vermoeden en zoals het geval is bij menige christelijke school in Nederland, is tegenwoordig de band met het christendom bij veel leerlingen en zelfs bij een deel van het lerarenkorps sterk verwaterd. Van zowel de leerlingen als de leraren heeft slechts een beperkt deel een christelijke achtergrond. Gebeden of andere godsdienstige uitingen onder schooltijd komen niet meer voor. Het vak godsdienst wordt in de onderbouw nog wel gegeven, want hoewel dat volventibus annis (in de loop der jaren) naar de achtergrond is geschoven, koestert de school nog altijd haar christelijke identiteit. Hierbij moet wel opgemerkt worden dat het vak niet alleen focust op het christendom, maar ook op andere wereldreligies en levensbeschouwingen.
Onder leiding van de voormalige rectoren Van Tuinen en Miltenburg is de school de afgelopen jaren flink uitgebreid. Het nog altijd stijgende leerlingenaantal is mede oorzaak voor de huisvestingsnood van de afgelopen jaren.

### Gedenkboeken
Volventibus annis (in de loop der jaren) zijn enkele gedenkboeken over het Christelijk Gymnasium Utrecht geschreven :
- Gedenkboek uitgegeven ter gelegenheid van het 10-jarig bestaan van het Christelijk Gymnasium te Utrecht 1897-1907

Geschreven door en hoofdzakelijk over de leerlingen.
- Gedenkboek van het Christelijk Gymnasium te Utrecht 1897-1937

door N.N.
bij Drukkerij J. van Boekhoven te Utrecht
- Volventibus Annis

belicht door drs. F. G. W. Schouten e.a. 1997 (drs. Schouten was vanaf 1974 conrector van deze school)
Ook is er melding gemaakt van een gedenkboek in 1972.

### Vestigingen
Het Christelijk Gymnasium heeft meerdere vestigingen in gebruik gehad, waarbij de opvolgende vestiging steeds merkelijk groter was dan de voorgaande.
Breedstraat 1897-1900
Boothstraat 1901-1931, op de hoek bij het Janskerkhof
Diaconessenstraat 1932-2009
Paus Adriaan School 1992-2008 op de Oudegracht
Koningsbergerstraat vanaf 2006

## Resultaten
Het Gymnasium behaalt al jaren zeer goede resultaten in diverse studiekeuzetests. In 2005 behaalde de school de zevende plaats van Nederland in de Elsevier-schoolkeuzetest en een eerste plaats in Utrecht in diezelfde test. In 2008 behaalde de school een tweede plaats volgens Elsevier. Ook in de jaarlijkse scholentest van Dagblad Trouw kon het Gymnasium de titel prolongeren. De beoordeling door de onderwijsinspectie is ook positief.
Al jaren liggen alle gemiddelde eindexamencijfers boven het landelijk gemiddelde.
De openlijk tentoongestelde resultaten alsmede de centrale ligging van de school zijn onder andere de oorzaak van de enorme toestroom van leerlingen uit het basisonderwijs elk jaar.
Onderstaande tabel toont de eindexamenresultaten van het CGU, vergeleken met het landelijk gemiddelde in 2005. De informatie is afkomstig van onder andere de onderwijsinspectie en de website van de school. In het cursusjaar 2006-2007 was het slagingspercentage voor het eindexamen 99%. Van de 100 examenkandidaten slaagden 99 leerlingen. Ook in de cursusjaren 2008-2009 en 2022-2023 was het slagingspercentage 99%.
In 2019 kreeg de CGU van het LAKS (Landelijks Aktie Komitee Scholieren) het predicaat "Excellentere school" uitgereikt, omdat de school de hoogste leerlingtevredenheid van Nederland had.
| Vakken                               | Gemiddelde vwo | Gemiddelde CGU |
| ------------------------------------ | -------------- | -------------- |
| Nederlands                           | 6,1-6,5        | 6,4            |
| Engels, Duits en Frans               | 6,3-6,8        | 7,5            |
| Aardrijkskunde en geschiedenis       | 6,0-6,5        | 7,0            |
| Economie en M&O                      | 5,9-6,6        | 6,6            |
| Wis-, natuur- & scheikunde, biologie | 6,2-6,7        | 6,8            |
| Latijn en Grieks                     | 5,7-6,7        | 6,9            |

## Nieuwe plannen
De derde locatie bij het University College kan in het schooljaar 2006/2007 niet meer betrokken worden door het CGU. Aanvankelijk was daarom een gebouw aan de Laan van Puntenburg, in de nabijheid van het centraal station door de gemeente toegezegd, maar daar de verbouwingskosten hiervan te hoog waren heeft de gemeente hiervan afgezien. Daarom is op 13 juni 2006 bekendgemaakt dat het CGU een tweede vestiging heeft gesticht op de plek van het voormalige De Bruijne Lyceum.

### Scheiding
Er waren twee aparte locaties ontstaan, CGU West (Koningsbergerstraat) en CGU Diac (Diaconessestraat). Op de eerste waren 550 leerlingen, op de tweede 300. Daarmee werd mede het kleinschalige en open karakter van de school behouden.
Op beide locaties zaten alle leerjaren en vormden daarmee twee, hoewel door directie, personeelsleden en gemeenschappelijke activiteiten verbonden, volwaardige gymnasia. In het begin van het schooljaar 2009/2010 werd bekend dat met ingang van het schooljaar 2010/2011 de locatie CGU DIAC (Diaconessenstraat) dichtging in verband met hoge onderhoudskosten. De locatie CGU West (Koningsbergerstraat 2) is verbouwd om de nieuwe leerlingen te herbergen. Het gebouw aan de Diaconessenstraat is sinds het schooljaar 2011/2012 een vestiging van het Luzac Lyceum, een particuliere school.

## Bekende oud-leraren en -leerlingen

### Oud-leraren
- Henk Dorgelo - natuurkundige
- Robin Kester - Nederlands, zangeres en liedjesschrijfster
- Jan van Maanen - wiskunde, hoogleraar-directeur van het Freudenthal Instituut 2006-2012
- Adriaan Miltenburg - geschiedenis, oud-rector
- Aafke Romeijn - Nederlands, zangeres, schrijfster

### Oud-leerlingen
- Daria van den Bercken - pianiste
- Gerthein Boersma - schrijver/comedian
- Hennie Burggraaff - radiopresentatrice
- Karel Doorman - schout-bij-nacht (staatsexamen)
- Frank Elderson - Member of the Executive Board of the European Central Bank
- Martinus Gerard Gerritsen - predikant
- Annelotte de Graaf - zangeres en liedjesschrijfster
- Hugo Heinen - scenarioschrijver
- Lisa Jacobs - violist
- Diederik Jekel - wetenschapsjournalist
- Constantijn Jonker - hockeyer
- Anja van Kooten Niekerk - publicist en gewezen voorzitter van het COC
- Louise Korthals - cabaretière
- Pepijn Lanen - rapper
- Kornelis Heiko Miskotte - theoloog
- Nanne Nauta - dichter
- Karel van Oosterom - Nederlandse ambassadeur in Londen in het Verenigd Koninkrijk
- Pieter Oussoren - bijbelvertaler en predikant
- Jan Paternotte - politicus
- Mariko Peters - politicus
- Kati Piri - Politica
- Wilhem Quarles van Ufford - burgemeester
- Janneke Rinzema - cabaretière, zangeres en schrijfster
- Bonifacius Christiaan de Savornin Lohman - CHU politicus en rector Universiteit Utrecht 1930-1931
- Joke Smit - feministe
- Wijnand Speelman - radiopresentator
- Willy Stelwag - hoogleraar in de pedagogiek en oprichtster van het Paedagogisch Didaktisch Instituut aan de Universiteit van Amsterdam
- Sanne Terlouw - schrijfster
- Signe Tollefsen - singer-songwriter
- Casper Vandeputte - toneelregisseur en schrijver, romancier met oud-leerling Martijn Simons onder het pseudoniem Simon Caspers
- Yannick van de Velde - acteur
- Willem Visser -bestuurder van de CHU
- Xander van Vledder - acteur
- Margo Vliegenthart - voormalig PvdA-politica, thans kroonlid SER
- Edwin Winkels - schrijver en journalist
- Jan Hendrik Willem Verzijl - jurist en hoogleraar
- Redouan El Yaakoubi - voetballer